# Râul Filipea
Râul Filipea este un curs de apă, afluent al râului Mureș. 